# Międzynarodowe Towarzystwo Świadomości Kryszny
Międzynarodowe Towarzystwo Świadomości Kryszny (ang. International Society for Krishna Consciousness, w skrócie ISKCON), powszechnie znane jako Hare Kryszna – hinduistyczna tradycja religijna określana jako gaudija wisznuizm wywodząca się z Bengalu Zachodniego i nauk Ćajtanji Mahaprabhu. Na Zachodzie nurt został spopularyzowany przez Bhaktivedantę Swamiego Prabhupadę, pierwszy ośrodek misyjny poza Indiami założony został przez Bhaktivedantę Swamiego w Nowym Jorku w roku 1966.
W Polsce MTŚK zostało oficjalnie zarejestrowane i wpisane pod numerem 30 do „Rejestru kościołów i innych związków wyznaniowych” Ministerstwa Spraw Wewnętrznych dnia 31 stycznia 1990. W 2020 roku liczyło w Polsce 2612 członków, 392 duchownych i 22 ośrodki.

## Rys ogólny

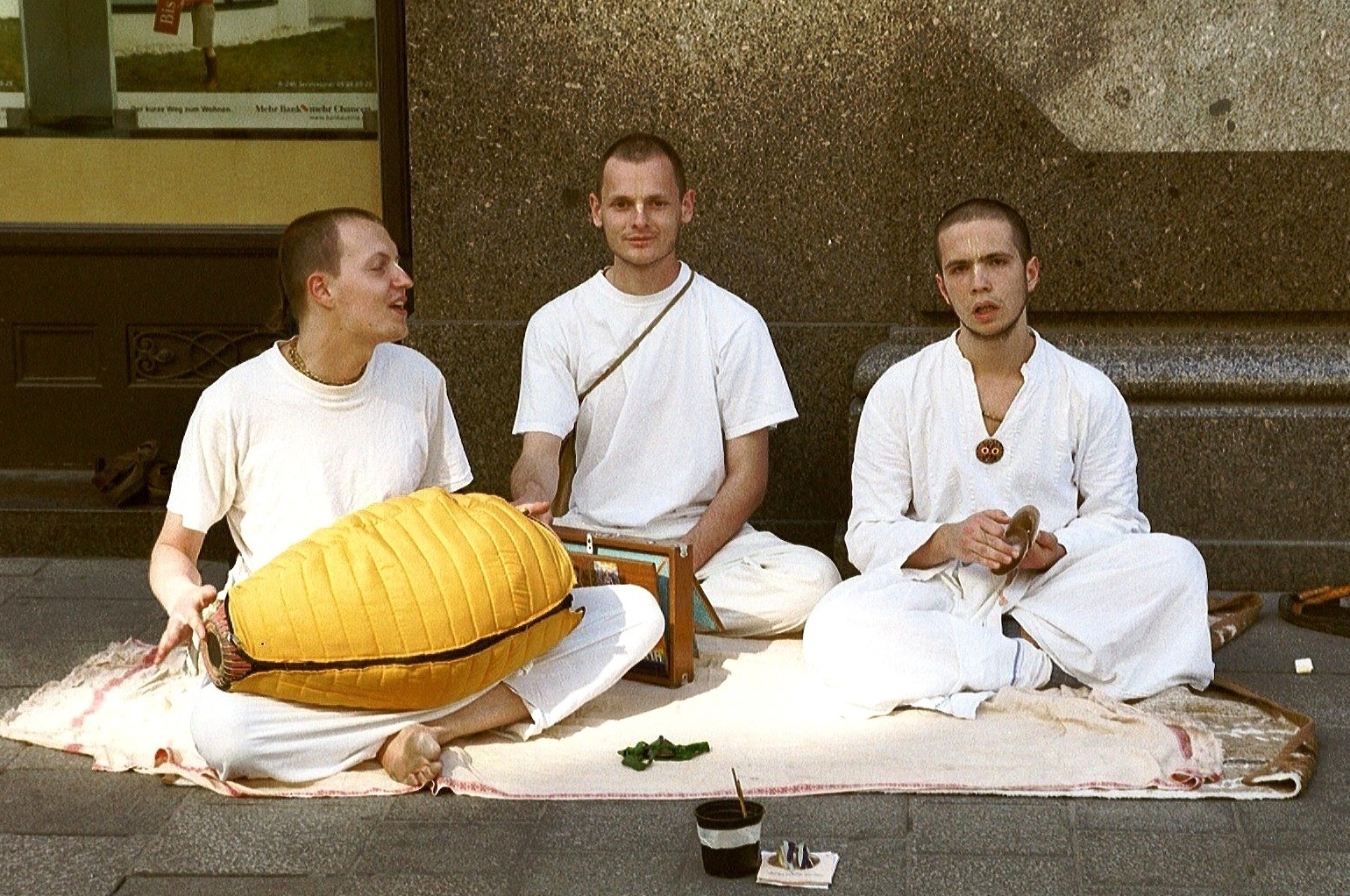
Gaudija wisznuici podczas ulicznego bhadźana

Popularna nazwa ruchu (Hare Kryszna) pochodzi od intonowanej przez nich Maha Mantry (wielkiej pieśni), pochodzącej z Kalisantaranopaniszad oraz innych pism wedyjskich i promowanych przez Ćajtanję Mahaprabhu. Członkowie Hare Kryszna (głównie mnisi) znani są z odprawianych na ulicach miast na całym świecie ulicznych śpiewów i tańców z bębnami (mridangami) i czynelami (karatalami), odziani zwykle w kolorowe sari (kobiety) i szafranowe lub białe dhoti i kurty (mężczyźni). Śpiewana
przez nich Maha Mantra przedstawia się następująco:
Hare Kryszna Hare Kryszna
Kryszna Kryszna Hare Hare
Hare Rama Hare Rama
Rama Rama Hare Hare

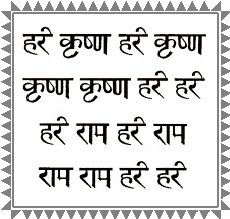
Maha Mantra Hare Kryszna

Na Zachodzie mahamantra jednoznacznie kojarzona jest z Międzynarodowym Towarzystwem Świadomości Kryszny, jednak wśród wyznawców hinduizmu intonowana jest niezależnie od przynależności do jakiejkolwiek organizacji.
ISKCON praktykuje bhaktijogę, czyli służbę oddania Bogu, która jest formą hinduizmu (wisznuizmu). Obiektem czci jest Kryszna, którego imię jego wyznawcy tłumaczą jako „wszechatrakcyjny”. Wyznawcy wierzą, że Kryszna jest najwyższą formą Boga.
Nauki bhaktijogi mają swój początek jeszcze przed okresem wedyjskim, a zostały spopularyzowane przez Ćajtanję Mahaprabhu w Zachodnim Bengalu w połowie XIV w. Członkowie MTŚK należą do wisznuickiej szkoły (sukcesji uczniów) gaudija. Gaudija wisznuizm jest szczególnie silny w historycznie związanych rejonach: w Bengalu Zachodnim i Orisie. Na Zachodzie został spopularyzowany przez Bhaktivedantę Swamiego Prabhupadę, który przetłumaczył i wydał w języku angielskim Bhagawadgitę i inne teksty, które zostały później przetłumaczone na ponad sześćdziesiąt języków.

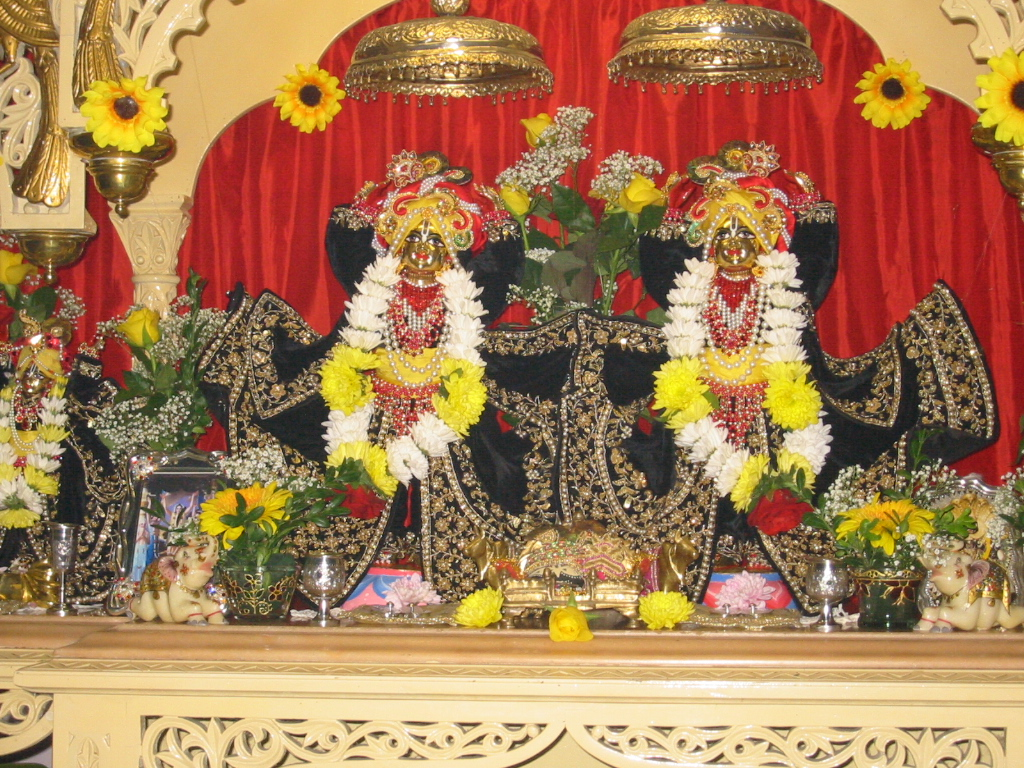
Ołtarz w świątyni w Vicenza (Włochy) 2005 r.

## Doktryna

### Podstawowe zasady
Członkowie Towarzystwa, którzy otrzymali święcenia (mnisi lub mniszki) zobowiązani są do przestrzegania następujących zasad:
- wegetarianizmu
- niestosowania środków odurzających (czyli używek)
- ograniczenia życia seksualnego tylko do małżeństwa
- powstrzymania się od hazardu
- codziennego intonowania 1728 razy Maha Mantry (16 rund na sznurze modlitewnym mali posiadającym 108 koralików, wykonanych z drewna tulasi)

Wyznawcy nazywają siebie bhakta (czciciel/wielbiciel) lub bhaktinka (wielbicielka). Święcenia nie są obowiązkowe. Otrzymuje się je od wybranego przez siebie guru. Nadawane jest wówczas imię duchowe (często jedno z imion Kryszny i jego awatarów). Członkowie Towarzystwa nie podlegają kontroli co do przestrzegania powyższych zasad; pozostawia się to ich sumieniu. Oczekiwana jest (ale nie wymagana) wszelka pomoc dla świątyni w miarę sił i możliwości. Mnisi często organizują publiczne pokazy pieśni i muzyki religijnej (tzw. harinam) oraz rozdają ulotki i sprzedają literaturę religijną, w celu „szerzenia świadomości Boga”.
Możliwe jest przyjęcie sannjasy (również od swojego guru). Przyjmują ją głównie ludzie starsi (rzadziej młodzi), którzy zobowiązują się do całkowitego celibatu, unikania wszystkiego, co może odwracać uwagę od religii oraz poświęcają się głównie pielgrzymkom, podróżom misyjnym i szerzeniu doktryny gaudija wisznuizmu.
Mnisi i sannjasini odmawiają obowiązkowej służby wojskowej, ponieważ sprzeczna jest z absolutnym zakazem odbierania życia (ahinsa).

### Formy kultu
Wyobrażenia Kryszny/Radhy i ich awatarów w formie posągów (murti) są otaczane codzienną czcią (uznawane są one za „transcendentne”, tzn. zawierające „boską energię”) jednak główne nabożeństwa mają miejsce w niedziele i polegają głównie na wspólnym śpiewaniu mantr oraz pieśni religijnych w sanskrycie, często w formie „pytań i odpowiedzi” (zwanym bhadżan), przede wszystkim Maha Mantry, przy akompaniamencie tradycyjnych muzycznych instrumentów indyjskich (np. mryndanga, karatale).
Odczytywane są również fragmenty Bhagawadgity z komentarzami Bhaktivedanty Swamiego Prabhupady, a następnie prowadzona jest na ten temat swobodna dyskusja teologiczna.
Na ołtarzu główny kapłan lub kapłanka ofiarowuje kwiaty, kadzidełka oraz ogień a zgromadzeni śpiewają pieśni ku czci Ćajtanji Mahaprabhu i jego uczniów (np. Panća Tattwa mantra), oraz ku czci Bhaktivedanty Swamiego Prabhupady (Prabhupad, Prabhupad, Prabhupad Dźaja Dźaja Prabhupad). Często nabożeństwo kończy się radosnym tańcem zebranych, przy czym kobiety i mężczyźni tańczą oddzielnie.
Po nabożeństwie następuje uczta, podczas której spożywane jest prasadam, czyli wegetariańskie jedzenie, ofiarowane wcześniej Krysznie; uznawane jest ono za „oczyszczające” duszę od skutków działań karmicznych (dotyczy to wszystkich ludzi, także niewierzących, a również zwierząt).

#### Najważniejsze święta
MTŚK zachowuje najważniejsze święta wisznuizmu. Uroczyście świętowane są pojawienie się Kryszny (Dźanmastami) (koniec sierpnia lub początek września) oraz Holi.

### Teologia
ISKCON wyznaje tradycyjną teologię gaudija wisznuizmu, ustaloną przez Ćajtanję Mahaprabhu (1486–1534) (uznawanego za awatarę Kryszny) i opracowaną oraz rozpowszechnioną przez jego uczniów, tzw. Sześciu Goswaminów, a zwłaszcza przez Dżiwę Goswamina w XVI w. Doktryna została skodyfikowana przez Bhaktiwinodę Thakura (1840–1911). ISKCON uznaje siebie za kontynuatora wielowiekowej sukcesji mistrzów duchowych guru i „czystych wielbicieli” Najwyższej Osoby Boga. Przez wyznawców innych odłamów hinduizmu ISKCON jest uznawane za jedną z wielu sampradaja.
Teologię gaudija wisznuizmu cechuje silne akcentowanie monoteizmu oraz bhakti, czyli osobistego i emocjonalnego związku z bogiem. Ponadto odrzucane są tradycyjny system kastowy (przynależność przez urodzenie) oraz doktrynalna mizoginia, cechująca wiele odłamów hinduizmu.
ISKCON naucza zgodnie z podstawowymi zasadami hinduizmu:
- dusza (dżiwa, atman), w odróżnieniu od materialnego ciała jest wieczna. Ożywia ona niezliczone istoty (w tym rośliny i zwierzęta) na Ziemi i we wszechświecie.
- Prawo karmy i cykl samsary dotyczą wszystkich żywych istot i wynikają z ich czynności. Konsekwencją złych lub dobrych uczynków są następne wcielenia duszy.
- Reinkarnacja, czyli cykl kolejnych narodzin i śmierci wynika z prawa karmy. Dusza przez duchową ewolucję dąży do uwolnienia się z tego cyklu i osiągnięcia wyzwolenia (moksza).
- Wyzwolenie stanowi cel praktyk religijnych i najwyższy cel ludzkiego życia.
- Joga to określenie działań, przybliżających wyzwolenie duszy; najlepiej praktykować ją pod kierunkiem mistrza duchowego (guru).
- Wedy oraz inne święte pisma uzupełniające, są wieczne i objawione oraz stanowią Prawdę Absolutną.

Ponadto do najważniejszych zasad teologii należą:
- Kryszna jest Najwyższą Osobą Boga (Bhagawan); jako Najwyższa Istota jest wieczny (nienarodzony i nieśmiertelny), niezmienny, wszechmocny, wszechwiedzący i wszechatrakcyjny i jest źródłem wszystkiego, co istnieje. Określany jest jako: Prawda Absolutna, Najwyższy Brahman i Dusza Najwyższa (Paramatama). Wszystkie żywe istoty naturalnie podległe są Krysznie. Jest on niepojmowalny dla ludzkiego umysłu; jego działanie jest określane jako lila, czyli boska rozrywka.

- Kryszna pojawił się na Ziemi w postaci awatarów (są to tradycyjne awatary Wisznu); odrębnym (nieuznawanym przez inne odłamy wisznuizmu) jest awatara jako Ćajtanja Mahaprabhu, który w XV w. popularyzował kult Kryszny, jako jeden z Pięciu Aspektów Boga (Panća Tattwa). Głównymi celami awatarów Kryszny były przywrócenie szacunku dla zasad religii i wskazanie ludziom właściwego celu w życiu (wyzwolenia, czyli połączenia z Bogiem, zamiast złudnych przyjemności świata materialnego). Właściwą postacią Kryszny jako Najwyższej Osoby Boga jest postać ciemnoskórego, pięknego młodzieńca; pod tą postacią miał się pojawić na Ziemi około 3000 lat p.n.e. (według opisu w Mahabharacie). Pojawił się on wówczas w Trzech Osobach (ekspansjach): jako Kryszna, Balarama i Subhadra.

- Kryszna jest najwyższym celem miłości i jednocześnie wiecznym źródłem miłości. Odwzajemnia uczucia do niego skierowane i wyzwala dusze, które go szczerze i bezinteresownie kochają (celem duszy nie powinno być samo wyzwolenie, tylko bezgraniczna i bezwarunkowa miłość do Boga). Związek Kryszny z Radhą reprezentuje nieprzemijającą wzajemną miłość między Bogiem i duszą.

- Kryszna jest „źródłem wiecznej przyjemności”, ponieważ nawet najmniejszy kontakt z bogiem przynosi duszy ukojenie. Stąd wezwanie do intonowania świętych imion Boga, a zwłaszcza Maha Mantry, które mają wznosić duszę ponad uzależnienia materialne i zbliżać do Boga. W odróżnieniu od kontrowersyjnych i przemijających przyjemności świata materialnego, miłość do Boga jest źródłem przyjemności trwałej i dającej nieprzemijające skutki.

- dusza jest jednocześnie tożsama z Bogiem i różna od Boga; doktryna o „niepojmowalnej jedności i różnicy” (aćintja bheda abheda, łącząca monizm z dualizmem) głosi, że jakościowo dusza jest identyczna z Bogiem, ponieważ jest jego częścią, jednak różni się ilościowo (jest tylko drobną cząstką boskiej potęgi). Dusza, mimo kolejnych wcieleń, zachowuje odrębną tożsamość. Ciało materialne jest odrębne od duszy i powinno być zaangażowane w działanie wyzwalające duszę (służbę Bogu). Dusza wyzwolona osiąga na zawsze duchowy świat w bezpośredniej bliskości Kryszny.

- Świat materialny nie jest iluzją, lecz rzeczywistością jako jedna z ekspansji Najwyższej Osoby Boga. Nie jest jednak właściwym miejscem przebywania dla wiecznych dusz, które cierpią utożsamiając się błędnie z kolejnymi ciałami i ulegając złudzeniu Mai.

- Każda religia w rzeczywistości oddaje cześć Krysznie, każdy kult i każda ofiara jest dla niego przeznaczona (chociaż Kryszna nie przyjmuje ofiar, związanych z odbieraniem życia). Z tego powodu akceptowane są różne imiona Boga takie jak: Allah, Jahwe czy Jezus Chrystus. Podobnie ofiary składane różnym bogom hinduizmu są przyjmowane przez Krysznę (nie pochwala się praktykowania politeizmu).

- Akceptowane jest istnienie różnych istot duchowych, do których należą m.in. bogowie (nazywani „półbogami”) i demony; są to jednak istoty śmiertelne, choć długowieczne (nawet tak ważni bogowie jak Śiwa i Brahma), podlegające karmie i samsarze oraz są podporządkowane Krysznie.

- Bhaktivedanta Swami Prabhupada jest autentycznym przedstawicielem linii „czystych wielbicieli” Kryszny i nauczycielem doktryny Ćajtanji Mahaprabhu.

- Bhaktijoga to działanie wyzwalające duszę, polega na rozwinięciu bezgranicznej i bezwarunkowej miłości do Boga.

## Działalność
Większość wyznawców (ok. 99,9%) mieszka we własnych domach. Hare Kryszna wielokrotnie było celem działań organizacji antykultowych. Jedną z przyczyn jest propagowanie hinduizmu. Hare Kryszna znani są w Europie i Amerykach z organizowania Festiwali Wozów (Ratha Jatra).

### Cele działalności
Bhaktivedanta Swami określił w roku 1966 siedem celów Międzynarodowego Towarzystwa Świadomości Kryszny:
1. Systematyczne propagowanie wiedzy duchowej w społeczeństwie oraz kształcenie wszystkich ludzi w technikach życia duchowego w celu powstrzymania zaburzeń równowagi systemu wartości w życiu jednostki i społeczeństwa oraz w celu osiągnięcia prawdziwej jedności i pokoju na świecie.
2. Propagowanie świadomości Kryszny (Boga) w takiej formie, jak została objawiona w Wielkich Pismach Indii – Bhagawad Gicie i Śrimad Bhagawatam.
3. Zbliżanie członków Towarzystwa do Kryszny, osobowego Boga, i rozpowszechnianie w ten sposób w obrębie społeczeństwa i ludzkości idei, że każda dusza jest cząstką Boga (Kryszny).
4. Nauczanie i rozpowszechnianie ruchu sankirtana (zbiorowego intonowania świętych imion Boga) tak, jak zostało to przekazane w naukach Pana Ćajtanji Mahaprabhu.
5. Wznoszenie dla członków Towarzystwa, oraz dla ogółu społeczeństwa, świętych miejsc transcendentnych rozrywek poświęconych Osobie Kryszny.
6. Skupianie członków Towarzystwa w celu nauczania prostszego i naturalniejszego sposobu życia.
7. Publikowanie i rozprowadzanie periodyków, czasopism, książek i innych wydawnictw w celu osiągnięcia wyżej wymienionych celów.

### Działalność na świecie
W USA ISKCON posiada setki ośrodków, świątyń, szkół, restauracji itp. Obecnie dominuje tendencja do przekształcenia świątyń w centrum lokalnej wspólnoty wiernych (żyjących w społeczeństwie poza świątynią), na wzór parafii chrześcijańskich.
W Europie sytuacja jest bardziej zróżnicowana: krajem, w którym ISKCON posiada najwięcej wyznawców i aż 20 ośrodków jest Wielka Brytania. Głównym ośrodkiem ruchu jest posiadłość ziemska i pałac Bhaktivedanta Manor (podarowany przez jednego z Beatlesów George’a Harrisona), który odwiedza co roku ponad 500 000 gości; również Tony Blair przynajmniej raz w roku gości w tym ośrodku.
W Belgii ISKCON ma główny ośrodek w Château de Septon Durbuy (Radhadesh), w którym mieści się również Uniwersytet Vaishnava. Ośrodki ISKCON istnieją we wszystkich krajach europejskich, łącznie z Rosją.
Francja jest krajem europejskim najbardziej nieprzyjaznym ISKCON01-27: specjalna komisja śledcza ds. sekt stwierdziła, że ISKCON prowadzi działalność zarobkową pod pozorem akcji humanitarnych i stosuje „zmuszanie do wysiłku fizycznego”, aby zmniejszyć „zmysł krytyczny”. Francja jest pierwszym krajem na świecie, który sformułował tak wiele różnych zarzutów wobec ISKCON. We Francji główne ośrodki ISKCON znajdują się w Indre (Château d’Oublaisse nazywane także la Nouvelle Mayapura) i Noisy-le-Grand.

### Działalność w Polsce

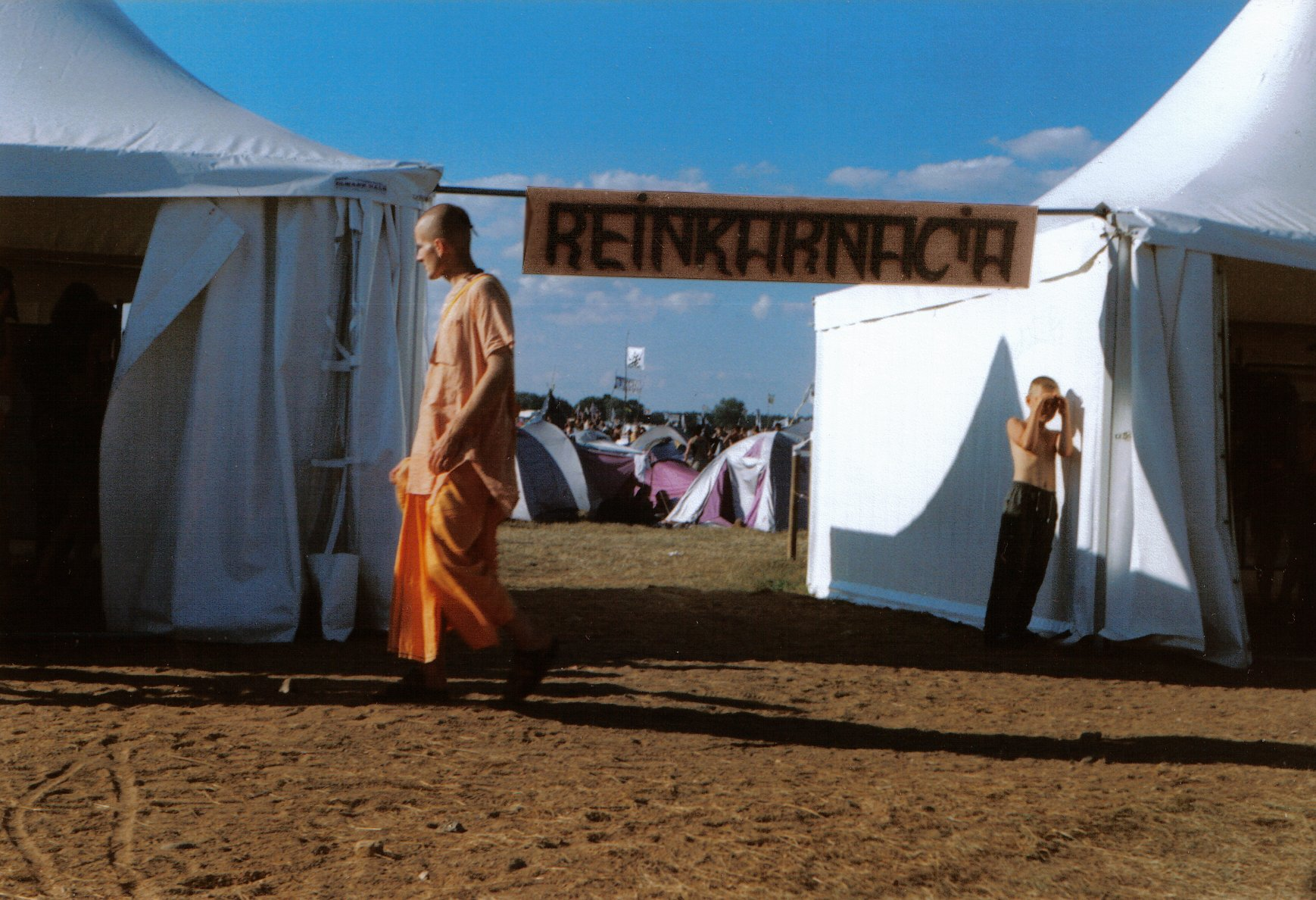
Pokojowa wioska Kryszny na Przystanku Woodstock w 2002 r.

Ruch Hare Kryszna pojawił się w Polsce w latach 70. Jednak szerszą działalność rozwinął od końca lat 80. Obecnie ma 2 świątynie (w Mysiadle i Wrocławiu) oraz prowadzi rolnicze gospodarstwo ekologiczne w Czarnowie (gdzie w 1980 powstał pierwszy ośrodek ruchu).
MTŚK zostało zarejestrowane w Polsce w 1988, a do „Rejestru kościołów i innych związków wyznaniowych” Ministerstwa Spraw Wewnętrznych zostało wpisane pod numerem 30 dnia 31 stycznia 1990.
MTŚK znane jest z uczestnictwa w Festiwalu Przystanek Woodstock, gdzie sprzedaje ciepłe posiłki, ma własną scenę, gdzie odbywają się koncerty różnych stylów muzycznych, oraz kilka namiotów, gdzie można dowiedzieć się więcej o religii (np. namioty ‘Reinkarnacja’ czy ‘Wegetarianizm’), namiot z pamiątkami, które można kupić oraz namiot ‘Pytania i odpowiedzi’, gdzie można bezpośrednio zapytać wyznawców o różne kwestie dotyczące religii. MTŚK znane jest też z rozdawnictwa żywności biednym i bezdomnym, pomocy osobom uzależnionym itp. Działalność ruchu (z wyjątkiem działalności charytatywnej) spotyka się z krytyką głównie środowisk katolickich.
W czasie powodzi tysiąclecia we Wrocławiu Międzynarodowe Towarzystwo Świadomości Kryszny rozdawało na szeroką skalę gorące posiłki. W świątyni Hare Kryszna na wrocławskim Psim Polu utworzono wolontariat „Hare Kryszna powodzianom”. Powodzian krysznowcy karmili także z policyjnych i wojskowych pontonów, bardzo popularne stało się hasło: „Hare Kryszna gotuje – policja wiosłuje”. Ogółem, na przestrzeni dwóch tygodni, tj. 12–27 lipca 1997 roku, wyznawcy Kryszny w zalanym przez Odrę Wrocławiu rozdali ponad 25 tys. porcji gorących wegetariańskich posiłków, kanapki, gorące napoje, setki litrów wody mineralnej.